# ليال بيري
ليال بيري (9 أبريل 1893 في أستراليا - 20 أبريل 1970) (بالإنجليزية: Lyall Berry)‏ هو لاعب كريكت أسترالي.

## وصلات خارجية
- ليال بيري على موقع إي آس بي آن كريك إنفو (الإنجليزية)